# Телфорд, Зои
Зо́и Те́лфорд (англ. Zoe Telford, Zoë Telford, Zöe Telford; род. 1973, Норидж, Великобритания) — английская актриса и топ-модель. Обаяние и красота уже сделали Зои заметной, но небольшие и, чаще всего, комедийные кинороли не сделали её пока по-настоящему известной, однако уже вызвали рост её популярности. Сейчас у неё более 25 работ на экране: она снялась в нескольких телесериалах, таких как Абсолютная власть, Учителя, Пуаро Агаты Кристи, а также в фильмах Матч-пойнт и Мужчина по вызову 2.

## Фильмография
В двадцать лет Зои дебютировала в известном телевизионном полицейском сериале The Bill (1984—2009), седьмой эпизод «Rainy Days and Mondays» девятого сезона, которого впервые был показан 19 января 1993 года.
| Год  | Фильм                               | Оригинальное название              | Роль            |
| ---- | ----------------------------------- | ---------------------------------- | --------------- |
| 1999 | Последний поезд                     | «The Last Train»                   | Roe Germaine    |
| 2010 | Шерлок (телесериал)                 | «Sherlock»                         | Сара            |
| 2009 | Война Фойла                         | «Foyle’s War» (TV series)          | Люси Джонс      |
| 2009 | За Полярным кругом (фильм)          | «Beyond the Pole»                  | Мелисса         |
| 2008 | Дворец (телесериал, Великобритания) | «The Palace»                       | Эбигейл Томас   |
| 2007 | Зал ожидания                        | «The Waiting Room»                 | Джем            |
| 2006 | Этот красавчик Браммелл             | «Beau Brummell: This Charming Man» | Джулия          |
| 2006 | Разрисованная вуаль                 | «The Painted Veil»                 | Лиона           |
| 2005 | Абсолютная власть (сериал)          | «Absolute power»                   | Элисон Джекман  |
| 2005 | Мужчина по вызову 2                 | «Deuce Bigalow: European Gigolo»   | Лилу            |
| 2005 | Матч-пойнт                          | Match Point                        | Саманта         |
| 2004 | Смерть на Ниле                      | Death on the Nile (2004 film)      | Розали Оттеборн |
| 2003 | Гитлер: Восхождение дьявола         | «Hitler: The Rise of Evil»         | Ева Браун       |
| 2002 | Девять с половиной минут            | «Nine 1/2 Minutes»                 | Хитер           |
| 2023 | Миссис Сидху идёт по следу          | «Mrs Sidhu Investigates»           | Бри Хэмилтон    |